# Là dove scende il sole
Là dove scende il sole è un film del 1964 diretto da Alfred Vohrer.
Frutto di una co-produzione tra Germania Ovest, Francia, Italia e Jugoslavia, il film è un western molto liberamente ispirato ad un romanzo dello scrittore tedesco Karl May. È il quinto della saga di Winnetou e Old Shatterhand, dei quali è però presente soltanto il primo, interpretato da Pierre Brice; infatti, per la prima volta, il personaggio di Old Shatterhand viene sostituito da quello di Old Surehand, interpretato da Stewart Granger, il quale apparirà anche nei successivi film Danza di guerra per Ringo (1965) e Surehand (1965).

## Trama
Nel Llano Estacado, nella seconda metà del XIX secolo, il pioniere Baumann e suo figlio Martin trovano la propria fattoria saccheggiata e la moglie di Baumann uccisa. Svariati personaggi raggiungono la fattoria poco dopo. Un predicatore mormone di nome Weller dichiara di aver assistito all'attacco e di aver visto che i colpevoli erano indiani della tribù degli Shoshoni. Un ufficiale militare, anche lui di passaggio, promette a Baumann di organizzare una spedizione punitiva contro gli Shoshoni. Ma la storia non convince Martin, che si confida con il resto dei viaggiatori: l'avventuriero Old Surehand, il suo compagno Old Wabble e Annie, la figlia di pioniere. Essi scoprono che sia il predicatore che l'ufficiale sono in realtà predoni della banda degli "Avvoltoi", vera responsabile dell'attacco. Il falso ufficiale viene ucciso nella confrontazione, mentre Weller riesce a scappare. Durante la permanenza alla fattoria è riuscito a scoprire che Annie porta con sé dei diamanti, che intende portare al padre, e lo racconta al suo capo, Preston, che decide di impadronirsene.
Gli Avvoltoi si accingono ad assalire i pionieri, mentre Old Surehand, Old Wabble, Martin e Annie partono per metterli in guardia. La donna cade nelle mani dei banditi. Martin si infiltra nella banda per liberarla. Viene scoperto, ma grazie all'intervento di Winnetou, capo degli Apache e amico di Old Surehand, i due giovani riescono a fuggire. Il vecchio Baumann intanto è stato fatto prigioniero dagli Shoshoni, perché, sempre convinto che siano loro i responsabili dell'uccisione della moglie, li ha attaccati; ma Old Surehand riesce, grazie al superamento di un'ordalia, che mette alla prova la sua abilità di tiratore, a farlo liberare e a convincere gli Shoshoni a unirsi alla lotta contro gli Avvoltoi. Tornato al campo dei pionieri, Old Surehand smaschera una spia degli Avvoltoi (Weller) e la costringe a inviare false informazioni al suo capo, per attirarlo in trappola.
Si giunge allo scontro, in cui gli Avvoltoi vengono falciati dal fuoco incrociato dei pionieri e degli Shoshoni. Ma Weller scappa e, inseguito da Martin Baumann, riesce a catturarlo e a ricongiungersi agli ultimi membri della banda. In cambio della vita di Martin, gli Avvoltoi chiedono quella di Old Surehand. Nella confrontazione finale però Old Surehand e Winnetou riescono a liberare Baumann e a uccidere gli ultimi Avvoltoi. Proprio Weller si rivela essere il vero assassino della signora Baumann. Old Surehand giura infine solennemente di condurre i pionieri in Arizona.